# حلقة برلين
كانت حلقة برلين (بالألمانية: die Berliner Gruppe) مجموعة حافظت على آراء تجريبية منطقية حول الفلسفة.